# Troubky-Zdislavice
Troubky-Zdislavice – gmina w Czechach, w powiecie Kromieryż, w kraju zlińskim. Według danych z dnia 1 stycznia 2012 liczyła 523 mieszkańców.
Składa się z dwóch części:
- Troubky
- Zdislavice

W Zdislavicach urodziła się Marie von Ebner-Eschenbach – pisarka austriacka.